# Finčevec
Finčevec falu Horvátországban Kapronca-Kőrös megyében. Közigazgatásilag  Sveti Petar Orehovechez tartozik.

## Fekvése
Kőröstől 13 km-re, községközpontjától 3 km-re északnyugatra fekszik.

## Története
A falunak 1857-ben 111,  1910-ben 145 lakosa volt. Trianonig Belovár-Kőrös vármegye Körösi járásához tartozott. 2001-ben 109 lakosa volt.